# Katedra św. Ursusa w Solurze
Katedra św. Ursusa w Solurze, niem. St. Ursenkathedrale, również Katedra św. Ursusa i Wiktora, fr. Cathédrale Saint-Ours et Saint-Victor - świątynia biskupia diecezji Bazylei z siedzibą w Solurze, wybudowana w stylu barokowym w latach 1762–1773 według projektu Gaetana Matttea Pisoniego. Godność katedry posiada od 1828.
W katedrze znajdują się relikwie świętych patronów Ursusa i Wiktora.